# Aoyama Gōshō
Aoyama Gōshō (青山 剛昌 (Thanh Sơn Cương Xương)), tên khai sinh là Aoyama Yoshimasa (青山 剛昌 (Thanh Sơn Cương Xương) - giữ nguyên Kanji nhưng thay cách đọc), sinh ngày 21 tháng 6 năm 1963 tại Hokuei (tên cũ Daiei), tỉnh Tottori, Nhật Bản. Ông là một mangaka nổi tiếng với các tác phẩm như Yaiba, Magic Kaito hay Thám tử lừng danh Conan.

## Cuộc đời
Aoyama Gōshō từ lúc còn trẻ đã là một người vẽ rất giỏi. Khi còn học ở trường cấp 2, Aoyama đã từng đoạt giải nhất một cuộc thi vẽ tranh với bức vẽ mang tên "Cuộc chiến Yukiai", và bức tranh này đã được trưng bày tại cửa hàng Daimaru ở Tottori, quê hương của ông. Ông tốt nghiệp trường cấp ba Ikuei. Sau đó, ông theo học ngành Mỹ thuật tại trường Đại học Nhật Bản  - Trường Đại học lớn nhất Nhật Bản. Tại đây, mùa đông năm 1986, ông tham gia cuộc thi viết truyện tranh cho sinh viên năm thứ nhất và giành chiến thắng, đó chính là một bước ngoặt trong cuộc đời Aoyama, và cũng là bàn đạp để ông hướng tới sự nghiệp sáng tác truyện tranh trong tương lai sau này.

## Sự nghiệp
Bộ truyện đầu tiên của Aoyama mang tên Chotto Mattete, được đăng trên tuần tạp chí Shonen Sunday vào mùa đông năm 1987. Một thời gian ngắn sau, Magic Kaito được xuất bản cũng trên tạp chí Shonen Sunday.
Năm 1990, một bộ truyện tranh khác của Aoyama là Yaiba ra đời. Tập 24 của bộ truyện này đã đoạt Giải Manga Shogakukan cho lứa tuổi thiếu niên (shōnen - 少年) vào năm 1993. Aoyama còn đoạt giải Manga Shogakukan một lần nữa năm 2001 với Thám tử lừng danh Conan.
Ngày 5 tháng 5 năm 2005, Aoyama cưới Takayama Minami, một ca sĩ kiêm diễn viên, người lồng tiếng cho nhân vật Edogawa Conan trong phim hoạt hình Thám tử lừng danh Conan, nhưng sau đó hai người đã ly hôn vào ngày 10 tháng 12 năm 2007.

## Các tác phẩm
- Chotto Mattete (ちょっとまってて) (1987)

Là bộ truyện tranh đầu tiên của Aoyama, xuất bản và đăng trên tạp chí Shonen Sunday. Truyện kể về một chàng trai thiên tài tên là Takai Yutaka, có một cỗ máy thời gian tên là Jetpack.
- Yaiba (1988-1993)

Nội dung là những chuyến phiêu lưu của cậu bé Samurai có tên Kurogane Yaiba. Truyện đoạt giải Shogakukan Manga năm 1992 và có 51 phim hoạt hình anime làm ăn theo.
- Yonban Sādo (4番サード) (1993)

Một bộ truyện nói về bóng chày. Nói về câu chuyện của cậu bé Nagashima Shigeo, một cầu thủ bóng chày tầm thường tại đội bóng chày của trường cấp 3. Một hôm, cậu mua được một cây gậy bóng chày phép thuật tại một cửa hàng thể thao. Cây gậy này giúp cậu có thể đánh trúng mọi cú ném. Tuy nhiên, cái giá phải trả cho mỗi cú đánh lại không hề nhỏ.
- Magic Kaito (まじっく快斗 - Majikku Kaito) (1988-2007)

Một bộ truyện tranh gồm có 5 tập (Tập thứ 4 xuất bản vào tháng 2 năm 2007, 13 năm sau khi tập 3 phát hành) kể về những chuyến phiêu lưu hài hước của Kaitou Kid (怪盗キッド Kaitō Kiddo), một tên trộm hào hoa thường sử dụng những màn ảo thuật vào khả năng cải trang khéo léo để thực hiện các vụ trộm. Mặc dù bộ truyện đang tạm ngừng, Kaitou Kid vẫn thường xuyên xuất hiện trong Thám tử lừng danh Conan, một bộ truyện tranh khác của Aoyama.
- Truyện ngắn toàn tập của Aoyama Gōshō

Bao gồm nhiều truyện ngắn khác nhau của ông trong nhiều năm:
Play It Again (プレイ イット アゲイン)
 Excalibur (えくすかりばぁ)
Ông Già Tuyết mùa hè (夏のサンタクロース - Natsu no Santa Claus)
Đại chiến thuật mini của thám tử George (探偵ジョージのミニミニ大作戦 - Tantei Jooji no minimini daisakusen}} 
Chotto Mattete (ちょっとまってて - Chờ một chút)
19 show diễn "Cánh bướm đỏ lang thang" trên Shonen Sunday (サンデー19show さまよえる赤 - Sunday 19 (to-ku) show samayoeru akai chou)
- Thám tử lừng danh Conan (名探偵コナン - Meitantei Konan) - (từ 1994)

Là bộ truyện tranh được biết đến nhất của Aoyama, kể về câu chuyện của cậu thám tử học sinh Kudo Shinichi, bị biến thành hình dạng một cậu bé con vì một tổ chức áo đen. Với thân phận mới Edogawa Conan, cậu đang cố gắng chống lại những kẻ này và tìm cách trở lại bình thường. Xoay quanh đó là hàng loạt các vụ án hầu hết được cậu giải quyết trong hình dạng một cậu bé con.
- Watashi ni Uso wo Tsuite (私にウソをついて) - (2007) - Tell Me A Lie

Bộ truyện gần đây nhất của ông về một cô gái tên là Terumi Arai (新井輝海), một cô gái có thể đọc được ý nghĩ của người khác bằng mắt thường. Đây chỉ là 1 mẩu chuyện hài hước do ông ngẫu hứng vẽ ra